# Tawhitia glaucophanes
Tawhitia glaucophanes är en fjärilsart som beskrevs av Edward Meyrick 1907. Tawhitia glaucophanes ingår i släktet Tawhitia och familjen Crambidae. Inga underarter finns listade i Catalogue of Life.